# Kirjat Loeza
Kirjat Loeza (Arabisch: قرية لوزة, Hebreeuws: קרית לוזה) is een Samaritaans dorp op de berg Gerizim nabij Nablus op de Westelijke Jordaanoever.
Het dorp heeft circa 348 inwoners en is het laatste dorp dat volledig uit Samaritanen bestaat. Dit is tevens ongeveer de helft van de totale populatie Samaritanen. Een andere grote groep Samaritanen woont in Holon, net ten zuiden van Tel Aviv. Tot in de jaren 80 van de 20e eeuw woonden praktisch alle Samaritanen in Nablus bij de Gerizim. Tijdens de gewelddadigheden in de Eerste Intifada besloten zij zich terug te trekken uit de stad en zich te vestigen in Kirjat Loeza. Het enige in Nablus dat nu nog aan de Samaritanen herinnert, is een verlaten synagoge. Het Israëlische defensieleger is aanwezig in het gebied.